# H.U.P. Live in Catharsis
H.U.P. Live in Catharsis è il primo album live dei Marlene Kuntz; pubblicato nel 1999.

## Il disco
Il disco contiene 17 tracce registrate durante il tour effettuato in seguito all'uscita dell'album Ho ucciso paranoia.
L'album contiene alcune delle tracce preferite dal gruppo, selezionate dai 3 dischi precedentemente pubblicati, la solitaria Aurora ed alcune Spore (ovvero improvvisazioni strumentali).
Il disco è ormai fuori catalogo.

## Titolo
L'album riassume i 3 titoli degli album fino ad allora pubblicati in uno unico:
- H.U.P.= "Ho ucciso paranoia"
- LIVE = "Vile" anagrammato
- IN
- CATHARSIS = "Catartica"

## Tracce
1. Ineluttabile – 4:25
2. Aurora – 3:27
3. 1° 2° 3° – 4:30
4. Il vile – 4:22
5. Sonica – 5:39
6. Nuotando nell'aria – 6:19
7. Infinità – 5:15
8. Canzone di domani – 3:34
9. Spora n.11 - Rotule come frisbee – 1:58
10. Le putte – 4:08
11. Spora n.42 - La gramigna – 6:12
12. Questo e altro – 3:53
13. Ape regina – 7:25
14. Una canzone arresa – 4:35
15. Come stavamo ieri – 3:45
16. Festa mesta – 3:36
17. Lieve – 3:45

- bonus edizione vinile e digitale: 18. In Delirio – 4:27